# Ossenwit

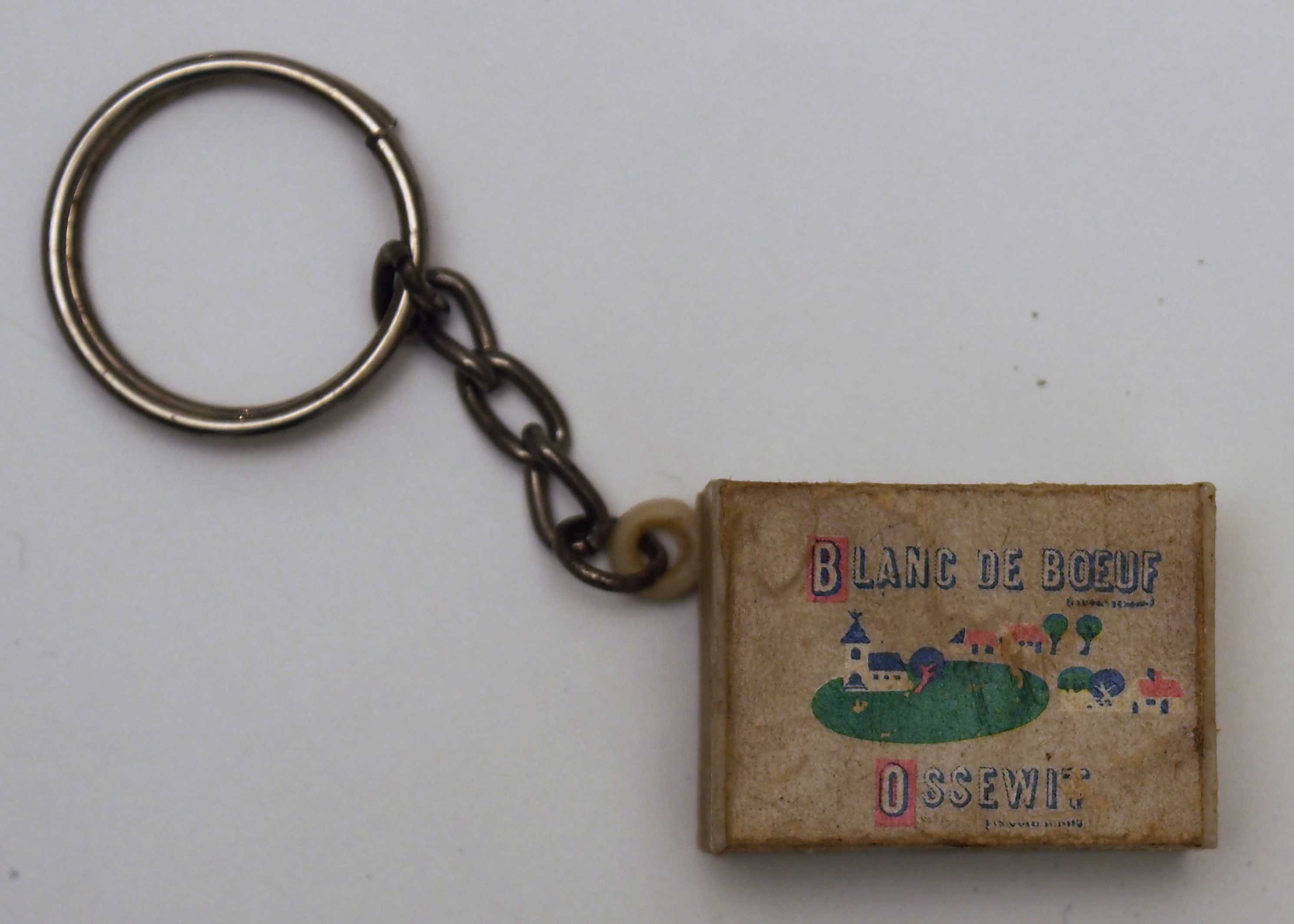
Reclame-sleutelhanger voor ossenwit

Ossenwit is gefilterd rundvet. Door de filtering is het beter bestand tegen verbranden en oxidatie dan frituurvet. Ook geeft het een eigen smaak aan gefrituurde producten.
In veel frietkotten of frituren, snackbars en huishoudens is men van de harde vetten – zoals ossenwit – overgeschakeld op vloeibare plantaardige olie, omdat deze minder verzadigde vetzuren bevatten. Voor de bereiding van smoute-/oliebollen en beignets gebruikt men in België meestal ossenwit.